# Leopold van Olomouc
Leopold van Olomouc (circa 1102 – 1157) was van 1135 tot 1137 hertog van Olomouc, een van de drie hertogdommen van Moravië. Hij behoorde tot het huis Přemysliden.

## Levensloop
Leopold was de zoon van hertog Bořivoj II van Bohemen uit diens huwelijk met Gertrudis, dochter van markgraaf Leopold II van Oostenrijk, naar wie hij werd vernoemd. 
Na de dood van zijn vader in 1124 werd hij uitgesloten van de Boheemse troonsopvolging. Wel oefende hij van 1135 tot 1137 korte tijd de functie van hertog van Olomouc uit. In 1141/1142 nam hij samen met hertogen Otto III van Olomouc, Koenraad II van Znojmo en Vratislav van Brno deel aan de mislukte opstand tegen zijn oom, hertog Wladislaus II van Bohemen.
Leopold van Olomouc stierf in 1157.